# Avengers: The Crossing and Timeslide
 (juillet 2025).
- Si vous ne connaissez pas le sujet, laissez ce bandeau (vous pouvez alors contacter les auteurs).
- Si vous supprimez le contenu mis en cause (vous pouvez préalablement contacter les auteurs),

argumentez précisément cette suppression dans la page de discussion
(un manque de référence n'est pas un argument ; une recherche réelle de référence doit avoir été effectuée, être formellement documentée).
 (juillet 2025).
Avengers: The Crossing and Timeslide sont des arcs narratifs publiés par Marvel Comics. Il est publié en France sous le nom Trahison.
Cette histoire de la série des Vengeurs est centrée sur la traîtrise d'un membre de l'équipe.
Il s'agit d'un long crossover datant de 1995 et impliquant les différents titres liés à la famille des Vengeurs. Tout commence par la découverte d'une porte que jusque là personne n'avait jamais remarquée, dans les sous-sols du manoir des Vengeurs. Celui ci avait été reconstruit par le gardien Ute (de la réalité parrallèle Terre-374) sur le point de mourir, après qu'il eut été détruit par Circé à la fin de l'arc "Proctor". Chez les plus grand héros de la Terre, rien ne semble tourner rond. Des assassinats ignobles sont perpétrés (Rita De Mara alias Pourpoint Jaune venant du futur, Marilla, la gouvernante de la petite Luna, fille de Crystal et Vif Argent) sans que personne parvienne à identifier l'auteur de ces meurtres choquants. Il faut dire que le coupable n'est autre que … Tony Stark lui-même, qui parait traverser une crise inéluctable. Tout d'abord, il voit sans cesse les fantômes de ses parents décédés, puis il s'est lié avec Machinesmith, un robot criminel, et enfin il impose à Force Works (une sorte de groupe parallèle aux Vengeurs, bâti sur les cendres des défunts Vengeurs de la Côte Ouest) une nouvelle recrue en la personne de la généticienne Suzi Endo, alias Cybermancer, contre l'autorité de Wanda Maximoff, leader de la formation et de plus il y a l'étrange présence de Moonraker dans le groupe alors que certaines personnes ne le reconnaissent pas. Sans parler non plus du bunker secret de Stark, en plein arctique, où il retient prisonnières son ancienne petite amie Marianne Rodgers, et Madame Masque. Qu'arrive t-il à Tony ? Est-ce bien lui, ou un clone, ou une copie dégénérée… Ou bien est-il sous la coupe d'un de ses ennemis? 

## Résumé

### Prologue: Avengers #390
Les Vengeurs passent un peu de temps libre, profitant d’un barbecue dans la maison de Tony Stark dans les montagnes des Adirondacks. Gueule d'Or court dans les bois et Hercule le suit. Il rencontre un jeune garçon mystérieux qui se présente comme un ami des Vengeurs. Le garçon lui montre un jeu de cartes avec le logo des Vengeurs. Hercule le ramène aux autres.
Le garçon se révèle être un diseur de bonne aventure et donne des prédictions cryptées de ce que l’avenir réserve à tous ceux présents: Crystal, Deathcry, Hercule, Gueule d'Or, Luna Maximoff, Magdalene, Marilla, Pietro Maximoff et Swordsman. Les Vengeurs se reconnaissent dans les cartes du garçon. La "prédiction" pour Marilla consiste en des larmes et un rappel que Luna l’aime. Préfigurant sa mort imminente. Le garçon disparaît alors sans laisser de trace.
Juste avant l’aube, le garçon apparaît dans la chambre de Luna. Pour dire à sa "grande sœur" qu’il a fait tout ce qu’il pouvait. Le garçon se révèle être le futur enfant de Crystal et Pietro, nommé Tuc. Il prévient sa sœur de la tempête qui arrive, lui demande de prier pour tous et repart.
Pendant ce temps, à New York, la Guêpe apprend qu’elle est en faillite, mais essaie de rester positive. 

### Prologue: Iron Man #319
Dans son bunker en Arctique, Tony termine les travaux sur la dernière version de l’armure d’Iron Man MK 15. Il se rend ensuite en armure à Los Angeles pour une réunion d’affaires avec Peter Corbeau. Le Dr Corbeau lui attribue le contrat pour la construction d’un nouveau satellite de communication et de recherche Starcore. Stark révèle qu’il a déjà construit Starcore Command, une installation de contrôle pour le projet située à Los Angeles. Après avoir passé la nuit avec Bethany Cabe, il se rend le lendemain à Force Works où il est confronté à la Sorcière Rouge qui lui reproche son ingérence dans l'équipe. Plus tard, Tony utilise son téléphone de bureau pour appeler Edwin Jarvis. Tony veut qu'il informe les Vengeurs qu’il veut une réunion avec eux.  

### Avengers: The Crossing #1
L'histoire commence par le voyage dans le temps de Rita DeMara (alias Yellowjacket II), depuis le XXXIe siècle de la Terre-691. Cependant, elle n'arrive pas directement dans notre présent mais précise progressivement son arrivée dans ce dernier en se matérialisant à plusieurs reprises dans le futur proche. Durant ces bonds, elle prend connaissance d'un avenir inquiétant. La société future est régulée par une police fasciste (Terre-95411), qui considère les Vengeurs comme des criminels (visualisation du futur cross-over Civil War). Iron Man et Thor diffèrent grandement de leurs alter ego du présent ; les médias accusent Captain America de trahison (ce qui arrivera peu après The Crossing), et les Vengeurs donnent l'assaut à leur demeure (fin de The Crossing).
Rita DeMara fait un dernier bond la conduisant au présent ; en approchant de la demeure des Vengeurs, une mystérieuse jeune femme l'avertit d'un danger imminent avant de disparaître. Hélas, une fois à l'intérieur, la première personne à l'accueillir la tue d'une rafale d'énergie alors que la jeune Luna, la fille de Crystal, l'Inhumaine, est témoin du meurtre depuis une fenêtre. 
Le jour suivant, des membres actuels et passés des Vengeurs (Giant-Man alias Henry Pym, La Guêpe, Œil-de-Faucon, Le Fauve, Vif-Argent et Crystal) s'occupent d'un voleur à la tire, alors qu'ils sont en route pour l'Avengers Mansion afin d'y fêter l'anniversaire de la fondation de l'équipe. Pendant ce temps-là, l'industriel et fondateur des Vengeurs, Tony Stark (Iron Man), fait le tour de la demeure de l'équipe pour s'assurer de la restauration effective de l'édifice ; il se rappelle également son enfance avec ses parents et le majordome de la famille, Jarvis. Il rencontre la Sorcière Rouge, ancien membre des Vengeurs, qui mène alors l'équipe Force Works ; une équipe qu'il a récemment fondée et financée. Tony Stark en profite aussi pour présenter ses excuses à Wanda pour son attitude rustre et autoritaire des dernières semaines : il avait l'habitude de donner ses ordres à l'équipe, alors que Wanda avait été nommée chef de celle-ci.
Plus tard, la mystérieuse femme (Luna adolescente) qui a essayé en vain d'avertir Rita DeMara apparait devant Hercule pour l'avertir du danger des « jumeaux et de leur maîtresse », mais également de la prochaine mort "d'un des plus anciens Vengeurs". La femme disparait à nouveau ; Hercule oublie leur conversation car elle n'était pas en « synchronisation parfaite » avec la ligne temporelle.
Au Manoir, la Veuve Noire, l’Homme-Géant et la Guêpe examinent une porte mystérieuse et verrouillée apparue au sous-sol. Plus tard, les Vengeurs jouent aux cartes et socialisent. Soudain, tous les scanners du sous-sol s’écroulent et il y a un bruit de claquement venant de la porte mystérieuse, comme si quelqu’un frappait de l’autre côté.
Dans le toit du Manoir, Gilgamesh apparaît, rapidement vieillissant et sous l’attaque de soldats (de Kang). Les Vengeurs viennent bientôt à son aide et Vif-Argent parvient à le garder sauf. Les soldats ont fui. Les Vengeurs examinent alors la mauvaise condition physique de Gilgamesh, avec son corps désormais vieilli et ratatiné.
Vers minuit, Marilla est inquiète parce que Luna semble contrariée. Elle va chercher l’ours en peluche préféré de Luna dans l’espoir qu’il va remonter le moral de l’enfant. Marilla est surprise de voir une lumière inhabituelle provenant du sous-sol. Elle trouve Iron Man à côté de la porte mystérieuse maintenant ouverte. Elle lui dit que les autres Vengeurs seront heureux de découvrir qu’il a résolu le mystère. Il se tourne et lui tire un coup de répulseur. Elle est tuée immédiatement. 

### Iron Man #320
Le lendemain, Stark ouvre le parc Maria Stark et se fait prendre en photo avec un enfant. Au Vietnam, les prêtres de Pama se fraient un chemin à travers la jungle, mais découvrent que leur maison, le temple d’Agaphaur, a disparu. 
Dans ses bureaux privés de Los Angeles, Stark retrouve l'androïde Machinesmith qui travaille sur des projets. Il le désactive, vérifie ses messages et les efface. Son sommeil est interrompu par un bref flash d’une adolescente Luna qui tente de le contacter. Il se réveille chez lui à Malibu avec Bethany faisant le dîner, sans souvenir de comment il y est arrivé. Paniqué, il court dehors, se demandant s’il commence à avoir une crise. 

### Force Works #16
Moonraker (Slade Truman) et Spider-Woman (Julia Carpenter), membres de Force Works, sont en couple depuis six mois. Mais la fille de Spider-Woman Rachel Carpenter ne reconnaît pas Moonraker et ne se souvient pas de sa relation avec sa mère. Pendant ce temps à Hong-Kong, Suzi Endo répond à un appel de Tony Stark. Il lui a offert un emploi et elle accepte. Suzi lui dit qu’elle prendra le prochain vol pour Los Angeles. 

### Avengers #391
Dans les montagnes des Adirondacks, Swordsman rencontre Tuc et un prêtre de Pama. Le prêtre dit qu’il a un message pour les Vengeurs: "qui pleure Agaphaur ?".
Dans le manoir des Avengers, Giant-Man (Henry Pym) se bat pour garder Gilgamesh en vie. Il ne peut pas expliquer la détérioration accélérée du corps de Gilgamesh. La Guêpe apprend que Tony Stark est responsable de son effondrement financier. Vision cherche Marilla et trouve ce qui reste de son cadavre, uniquement des résidus organiques dans un puits d’entretien. Ses bio-scanners reconnaissent l’ADN de Marilla. Giant-Man confirme que Marilla est morte et déclare que sa cause de mort était une explosion de plasma à haute intensité. Le meurtrier a évidemment essayé de cacher les preuves. Giant-Man localise également les restes de Yellowjacket/Rita DeMara.
Neut, le forgeron de "Kang", voyage du futur pour tuer Gilgamesh et, malgré les efforts des Vengeurs, réussit. Il s’échappe dans le futur par la mystérieuse porte. Avec ses derniers mots, Gilgamesh avertit les Vengeurs de la menace posée par "elle" et "les jumeaux". La Veuve Noire contacte à distance Iron Man et ils acceptent d’évacuer le Manoir. Durant la transmission vidéo, Luna parle de "mauvais homme" (Bad Man en V.O) à Crystal.

### Force Works #17
Cybermancer (Suzi Endo) rejoint Force Works pour remplacer Century absent. Dans un spectacle tyrannique, Iron Man charge l’équipe de capturer Oeil-de-faucon, qu’il blâme des meurtres de Yellowjacket et Marilla dans le manoir des Avengers avec des preuves en video. À la suite, Iron Man et Cybermancer arrêtent Oeil-de-faucon. Considérant l’attitude d'Iron Man, la Sorcière Rouge décide de diriger Force Works en dehors de son influence. Moonraker révèle qu’un pays entier, le Vietnam, a disparu. Personne ne sait même qu’il existait, sauf Moonraker lui-même. La Sorcière Écarlate décide de mener une mission au Cambodge.

### War Machine #20
US Agent et la Veuve Noire rencontrent War Machine et conviennent ensemble qu'Oeil-de-faucon est innocent. War Machine découvre que seules trois personnes dans le monde ont eu la capacité de modifier les vidéos du manoir: le technicien qui lui donne cette information, Red Richards, et Tony Stark. Il en déduit que Iron Man est le coupable et appelle US agent pour lui dire. Ils vont à Force Works pour libérer Oeil-de-faucon. Ils doivent faire face à Cybermancer qui essaie de les arrêter, War Machine l'assome. 

### Iron Man #322
Tony Stark visite la tombe de ses parents, où il est approché par l’adolescente Luna, que Tony prend pour sa mère. Tony lui demande de l’aide, parce qu’il ne veut plus faire de mal puis s’évanouit.
Sur la piste d’atterrissage abandonnée de Mesa Viento, War Machine et l’US agent discutent avec le fugitif Oeil-de-faucon de la possibilité que Tony soit le meurtrier. Tony sort de son blackout pour se retrouver dans son armure dans l’appartement de Bethany Cabe, mais il n’y a aucun signe d’elle. Il ne sait pas comment il est arrivé là.
Dans le bunker de l’Arctique de Stark, Machinesmith surveille Masque et Marianne Rodgers, qui a été équipée d’un déflecteur psionique pour restreindre ses pouvoirs télékinétiques. Marianne explique à Masque qu’elle a été rendue folle par son lien psychique avec Tony Stark, et remercie Masque pour l’avoir empêchée de tuer Stark dans sa rage.
Pendant ce temps, Iron Man a appris que Bethany, soupçonnée du départ soudain de Stark pour le manoir des Vengeurs, avait l’intention de le suivre à New York et qu’elle aurait quitté son appartement avant l’attaque. De retour au manoir, il voit Neut apparaître à travers la porte du sous-sol. Neut attaque Iron Man, endommageant son armure. Iron Man se rend chez la Guêpe, mais elle le met dehors pour l’avoir mise en faillite. Cette nuit-là, Oeil-de-faucon contacte la Veuve Noire pour lui expliquer que Stark l’a piégé et lui demande de le rencontrer. 

### Avengers #392
Le manoir des Vengeurs est scellé, et Iron Man supervise le processus mais la structure s’effondre. Iron Man, Vision et Giant-Man visitent le sous-sol où Marilla a été assassinée. Ils découvrent des indices intéressants. Iron Man promet de capturer le meurtrier. Dans les montagnes des Adirondacks, Swordsman rencontre l’Aîné Cotati, qui habite le corps du Swordsman original. Vision arrive bientôt. La Vision et Swordsman sont incapables d’empêcher les adolescents "Luna", Malachi et Tobias de capturer l’Aîné Cotati et de le conduire dans le futur à "Mantis". Tuc assiste à la bataille de loin et tente d’intervenir. Luna lui demande de ne pas le faire, en disant qu’il n’est pas encore temps pour lui d’agir. Iron Man réalise qu’il a pris les preuves du sous-sol avec lui, puis s’évanouit. Il reprend ses esprits dans une pièce blanche, en compagnie de Mantis. Elle lui dit qu’il doit tuer l’enfant Luna, qui a été témoin du meurtre de Yellowjacket. Tony pleure, parce qu’il ne veut pas tuer une petite fille.

### Force Works #18
Moonraker, la Sorcière Rouge, Spider-Woman et leur pilote Fisher Todd débarquent au Vietnam. L’équipe localise le Temple d’Agaphaur où Moonraker se souvient de sa vie passée en tant que Gustav Brandt. Apocryphus et ses soldats les attaquent. Ils ont le dessus jusqu’à ce que Moonraker les voit sur le point de blesser Spider-Woman. Il attaque Apocryphus et Les soldats s’enfuient, laissant Force Works victorieux. Pendant ce temps, Fisher a une rencontre avec la mutante Kim.
Restée dans leur base, Amanda Chaney se demande plus tard si Moonraker a déjà fait partie de l’équipe et veut enquêter. Elle utilise l'IA P.L.A.T.O. pour rechercher tout ce qui est inhabituel dans le bâtiment et découvre un sous-sol rempli de radiations temporelles de haut niveau. Elle s'y dirige et est accueillie par V.I.R.G.I.L., l’équivalent du sous-sol de P.L.A.T.O.
La Veuve Noire arrive et rencontre Oeil-de-faucon, US agent et Rhodey. Ils parlent de Stark manipulant les preuves pour piéger Oeil-de-faucon pour meurtre. Ailleurs, Iron Man demande à ses maîtres invisibles de déployer une équipe pour éliminer la Veuve noire et ses alliés, avant qu’ils n’aient une chance de découvrir des preuves de ses crimes. 

### War Machine #21
Commandé par Iron Man, Deathunt 9000 dirige l’équipe Decimal 4 pour traquer le fugitif Oeil-de-faucon. Ils trouvent leur cible en compagnie de la Veuve noire et d'US agent. Deathhunt prend le dessus mais War Machine change le cours de la bataille. Il tue les cyborgs à la main et défait Deathhunt qui s’échappe dans le temps. Oeil-de-faucon décide qu’il a assez fait de se cacher. Il vole un Quinjet et part à la recherche de Iron Man, dans l’intention d’affronter son ennemi. 

### Iron Man #323
Au port de San Diego, Oeil-de-faucon apparaît et l’attaque Iron Man. Lorsqu’ils ont la chance de parler, ils admettent que ni l’un ni l’autre ne croit être coupable des récents meurtres. Ils partent ensemble pour trouver les Vengeurs.
Dans le bunker arctique de Stark, Machinesmith est neutralisé par ses otages. Les captifs ont maintenant une chance de s’échapper.
Oeil-de-faucon et Iron Man arrivent au domaine de la guêpe, où les Vengeurs sont actuellement logés. Iron Man permet à Giant-Man d’utiliser un inducteur d'image sur lui, qui visualise ses souvenirs récents. Les souvenirs de Stark ne révèlent rien d’inhabituel. Mais l’appareil est ensuite utilisé sur Luna et ses souvenirs montrent le meurtre de Yellowjacket. Avec son statut de meurtrier révélé, Iron Man menace de tous les tuer. Mantis regarde les événements depuis les "Limbes" et rit à distance.

### Avengers #393
Kang le conquérant perd la guerre dans le futur et se prépare à évacuer vers le présent. Il n’est pas content de la capture du Cotati par Mantis. Il envoie Malachi et Tobias pour récupérer son agent Iron Man, dont l’identité de traître a été révélée.
Les Vengeurs affrontent Iron Man dans une bataille sanglante qui laisse la Guêpe mortellement blessée. Luna adolescente téléporte Malachi et Tobias dans la bataille. Ils s’échappent avec Iron Man. Giant-Man tente désespérément de sauver la vie de la Guêpe et l'enferme dans un cocon. Tuc kidnappe l’enfant Luna.
Masque atterrit en avion dans la propriété, causant de nombreux dommages. Elle essaie de leur dire qu’ils doivent arrêter Iron Man. Mais elle est arrivée trop tard.

### Force Works #19
Kang (en fait Immortus), se donne pour mission d’effacer toutes les traces du passé de Mantis dans le flux temporel. Ciblant les prêtres de Pama, l’ancien Cotati et le pays du Vietnam. Kang dit à Iron Man qu’ils doivent sécuriser le "portail temporel" vers la Terre-616. Le plan initial était de le faire sur plusieurs années, mais maintenant ils n’ont que quelques jours. 
A Force Works, Rachel Carpenter se retrouve seule alors que Amanda Chaney explore le sous-sol secret. Iron Man utilise un portail temporel qui le transporte directement au sous-sol. Quand il commence à l'attaquer, Amanda tente de s’échapper et découvre Suzi Endo retenu dans une chambre cryogénique. Elle parvient à contacter Rachel, mais Iron Man la rattrape et la tue. Stark engage la matrice chronographique pour établir un lien avec la station Starcore. War Machine vole vers Force Works à la recherche de Iron Man.
Au Vietnam, Moonraker explique ses origines et les plans de Kang à la Sorcière Rouge et Spider-Woman. Fisher Todd amène la mutante Kim au groupe. Moonraker prend un activateur temporel d’un des soldats tombés au combat d’Apocryphus. Il l’utilise pour se transporter lui-même et ses amis à Force Works. Ils laissent derrière eux Kim et Apocryphus inconscient. 
Century revient après une aventure spatiale. Il y retrouve Iron Man et Cybermancer. Iron Man prétend que tout le monde essaie de le tuer et demande son aide. Rachel arrive et avertit Century que Iron Man est dangereux. Iron Man lui lance un coup de repulseur, ce qui ne fait que convaincre Century que Rachel dit la vérité. Century attaque Iron Man, et est attaqué à son tour par Cybermancer. Century téléporte Rachel en sécurité. War Machine arrive et attaque Iron Man. 

### War Machine #22
War Machine est victorieux contre Iron Man, il a une chance de tuer son adversaire, mais décide d’épargner sa vie. Iron Man s’échappe. Century découvre le cadavre d’Amanda Chaney dans le sous-sol. Il est attaqué par Cybermancer mais a le dessus.
Moonraker, la Sorcière écarlate, Spider-Woman et Fisher Todd reviennent du Vietnam. Century téléporte la Veuve Noire et Moonraker à l’emplacement actuel des Vengeurs.
War Machine et les autres héros restés sur place affrontent VIRGIL, qui tente d’activer une arme chronographique et utilise des armes holographiques contre eux. 

### Iron Man #324
Dans le bunker Arctique de Stark, Marianne Rodgers regarde Iron Man réparer Machinesmith endommagé. Dans la maison de la Guêpe, les Vengeurs se rétablissent de l’attaque de Iron Man, tandis que Masque récemment arrivée essaie de les convaincre que Stark n’est plus l’homme qu’ils connaissaient. Century se téléporte avec la Veuve Noire et Moonraker, et ils informent les Vengeurs que Moonraker est en fait La Balance du Zodiaque, le père de Mantis, et que Kang et Mantis essaient de détruire les Vengeurs.
Ils contactent Force Works, qui sont occupés à désarmer une bombe temporelle que Stark a cachée sous leur base, et leur disent que Stark a assassiné Amanda Chaney pour en avoir vu trop. Marianne tente de parler à Stark qui lui dit désespérément qu' "il m’a brisé dès le début" juste avant que Century téléporte Crystal, Vision et Moonraker juste à l’extérieur de la base. Le bunker se transforme en un tank géant, et alors que les héros s’y battent vainement Century téléporte les héros de retour chez la Guêpe, mais Moonraker ne s’en sort pas, intercepté par Kang à mi-transport. Il se retrouve dans la citadelle temporelle d’Immortus, torturé par Mantis et Kang. 

### Force Works #20
Cybermancer et V.I.R.G.I.L. combattent l’équipe de Force Works. Cybermancer vérifiant le système est mise KO par Spider-Woman.
V.I.R.G.I.L. utilise un corps holographique pour attaquer à Spider-Woman, mais War Machine arrive et la sauve. La Sorcière Rouge et l’US agent se téléportent dans la salle de contrôle de V.I.R.G.I.L., où ils détruisent les panneaux de contrôle. La Sorcière Rouge utilise ensuite un sortilège pour remettre à zéro tout le système de V.I.R.G.I.L. qui est effectivement détruit, le compte à rebours pour l’arme chronographique qu’il utilisait est annulé. 

### Avengers #394
Luna adolescente sauve Moonraker des griffes de Mantis et Kang, et s’enfuit dans le passé. Cependant, Neut qui l’a suivie, se bat contre les Vengeurs et tue Luna. Une Guêpe transformée émerge et fait exploser Neut avec son énergie, le désactivant. Masque suggère que les Vengeurs remontent à une époque antérieure à celle où Tony Stark a été corrompu par Kang. 

### War Machine #23
War Machine vole vers le satellite Starcore, y trouve Skye (celle qui lui à montrée son armure Eilodon) et est surpris qu’il soit déjà terminé. Dirge, un allié de Kang, semble protéger le satellite avec une armure Eilodon semblable à celle de War Machine. Une bataille commence et Skye est mortellement blessée. War Machine parvient à détruire l'armure Eilodon de Dirge, qui explose. L’explosion tue Dirge et détruit la station spatiale. War Machine s’échappe avec Skye, mais elle meurt dans ses bras.

### Avengers: Timeslide #1
Les Vengeurs aidés par Century attaquent leur propre manoir défendu par les soldats de Kang. Captain America réapparait et se joint à l'attaque. Hercule réussit à s'introduire et ouvrir la porte temporelle malgré l'intervention de Tobias. la Veuve Noire, Captain America, Jarvis et Vision sont emportés dans le passé de 1986. Ils y rencontrent un Jarvis plus jeune au Manoir Stark tandis que Vision est séparé et rencontre Matt Murdock à Hell's Kitchen. Jarvis se rappelle qu'ils arrivent le jour de la mort des parents de Stark. 
En effet Tobias vient d'assassiner Emma, la servante des Stark et kidnappe ceux-ci malgré l'intervention des Vengeurs. Tony Stark arrive alors au manoir. Les vengeurs lui expliquent le but de leur visite dans le passé mais Tony veut sauver ses parents dont il retrouve la trace. Le jeune Tony portant des répulseurs primitifs, la Veuve Noire, Captain America, Jarvis et Vision sont parachuté en Latverie où Tobias se cache. 
Un combat commence, mais les parents de Tony sont déjà mortellement blessés. Malachi apparait et emporte Tobias dans le temps. Avec l'aide d'une machine du Docteur Fatalis, les Vengeurs emmènent le jeune Tony voulant de venger de la mort de ses parents dans le futur de 1996.

### Iron Man #325
En 1996, au manoir Stark, le jeune Tony de 1986 inspecte la technologie de Stark pour essayer de déduire le plan du Stark actuel. Celui-ci est assis dans son bunker arctique, dans une contemplation fatiguée. Mantis, Malachi et Tobias gagnent leur combat, mais Kang exprime de force son mécontentement à Tobias pour ne pas avoir réussi à empêcher les Vengeurs de récupérer le jeune Tony. Mantis va en Arctique et séduit Stark. 
À la maison des Vengeurs, Giant Man et la Vision remarquent que la porte du sous-sol vient de disparaître. Captain America découvre où se trouve le bunker arctique de Stark, mais ils sont arrêtés par Gyrich et ses Mandroids. Pendant ce temps, le jeune Tony, Oeil-de-faucon et Masque infiltrent le bunker de l’Arctique et désactivent Machinesmith. Captain America se dispute avec Gyrich pendant que les Vengeurs combattent les Mandroids. Alors qu’ils se frayent un chemin à travers le bunker, le jeune Tony est émerveillé par l’armurerie de Iron Man. Iron Man, caché dans des armures, est en embuscade quand il est attaqué par Marianne Rodgers. Century arrive au manoir des Vengeurs et les téléporte. 
Le jeune Tony surmonte les sécurités, enfile un modèle d’armure non identifié et se joint au combat. Le vieux Stark défait rapidement son jeune homologue mais est choqué quand il démasque le jeune Tony. En utilisant la distraction, le jeune Tony détruit le centre de contrôle du bunker. Enragé, le vieux Stark transperce l'armure du jeune Tony lorsque les Vengeurs arrivent, le tuant presque. Les Vengeurs attaquent, mais Stark est téléporté à l’arrivée de Kang, accompagné de Mantis, Malachi, Tobias et les Anachronautes.

### Avengers #395
Alors que Crystal essaye de guérir le jeune Tony, les préparatifs de Kang pour déplacer ce qui reste de son empire dans le passé sont prêts. Le jeune Stark est mourant tandis que les Vengeurs font de leur mieux contre Kang, Mantis et son armée. Les Vengeurs sont vaincus mais le Stark aîné regrettant des actes, revient avec le Cotati et se sacrifie pour arrêter Kang qui retourne dans le futur avec Mantis. Tuc retourne Luna à ses parents. Les Vengeurs récupèrent des schémas de l’ancien Iron Man avant sa mort pour sauver la vie du jeune Stark . 

### Age of Innocence: The Rebirth of Iron Man
Alors que l’adolescent Tony Stark se bat pour sa vie dans un hôpital, d’autres réfléchissent à la vie et à la nature de son prédécesseur, l’adulte Tony Stark mort précédemment. L’histoire se termine avec le jeune Stark regagnant conscience et parlant à son confident de longue date, Edwin Jarvis.